# سیارک ۸۰۴۸
سیارک ۸۰۴۸ (به انگلیسی: 8048 Andrle، نامگذاری:1995DB1) هشت هزار و چهل و هشتمین سیارک کشف شده‌است که در ۲۲ فوریه ۱۹۹۵ کشف شد.
قدر مطلق سیارک برابر ۱۲٫۶۰ است.